# Hedyosmum angustifolium
Hedyosmum angustifolium är en tvåhjärtbladig växtart som först beskrevs av R. och P., och fick sitt nu gällande namn av Solms-laub. Hedyosmum angustifolium ingår i släktet Hedyosmum och familjen Chloranthaceae. Inga underarter finns listade i Catalogue of Life.